# Souilly
Souilly is een gemeente in het Franse departement Meuse (regio Grand Est) en telt 275 inwoners (1999). De plaats maakt deel uit van het arrondissement Verdun.
De plaats maakt sinds maart 2015 deel uit van het toen opgerichte kanton Dieue-sur-Meuse. Daarvoor was het de hoofdplaats van het toen opgeheven kanton Souilly.

## Geografie
De oppervlakte van Souilly bedraagt 26,3 km², de bevolkingsdichtheid is 10,5 inwoners per km².
De onderstaande kaart toont de ligging van Souilly met de belangrijkste infrastructuur en aangrenzende gemeenten.

## Demografie
Onderstaande figuur toont het verloop van het inwonertal (bron: INSEE-tellingen).